# Чешка телевизия
Чешката телевизия (на чешки: Česká televize, с акроним: ČT) е обществен телевизионен оператор в Чехия, който излъчва шест канала. Създаден е през 1992 г., малко преди разпадането на Чехословакия. Той е наследник на Чехословашката телевизия, основана през 1953 г.